# Отечество любезно, как хубаво си ти!
„Отечество любезно, как хубаво си ти!“ е лирическо стихотворение на Иван Вазов, написано през 1882 в Хисар. За първи път е публикувано в стихосбирката „Поля и гори“ (1884).
То продължава и утвърждава традицията във Вазовата поезия родината да бъде лирически представяна и изживявана.

## Други
На „Отечество любезно“ е наречена улица в квартал „Симеоново“ в София (Карта).